# Lindsaea himalaica
Lindsaea himalaica är en ormbunkeart som beskrevs av Kram. Lindsaea himalaica ingår i släktet Lindsaea och familjen Lindsaeaceae. Inga underarter finns listade.